# Neopurcellia salmoni
Neopurcellia salmoni är en spindeldjursart som beskrevs av Forster 1948. Neopurcellia salmoni ingår i släktet Neopurcellia och familjen Pettalidae. Inga underarter finns listade i Catalogue of Life.